# 소말리주

소말리주

소말리주(암하라어: ሶማሌ ክልል)는 에티오피아의 주로, 소말리아와 국경을 접하고 있다. 주도는 지지가이며 면적은 279,252km2, 인구는 5,318,000명(2013년 기준), 인구밀도는 15.5명/km2이다.